# Прива-Ливмонт, Анри
Анри Прива-Ливмон (фр. Henri Privat-Livemont, или Privat Antoine Théodore Livemont ; 9 октября 1861[…], Схарбек — 4 октября 1936, Схарбек) — бельгийский художник родившийся в Схарбеке, Брюссель, Бельгия.
Он наиболее известен своими плакатами в стиле модерн. С 1883 по 1889 год он работал и учился в мастерских «Лемэр»(фр. Lemaire), «Лавастр и Дювиньо» (фр. Lavastre & Duvignaud). Вместе с Лемером он создал декор Французского театра, а также Отеля-де-Виль в Париже. Позже он вернулся в Брюссель и работал там над оформлением театров и казино.
В 1897 году он работал над плакатом Брюссельской международной выставки 1897 года. Плакат «Абсент Робетте» (фр. Absinthe Robette) для казино «де Кабур» (фр. Casino de Cabourg) был опубликован в журнале «Мастера плаката» (фр. Les Maîtres de l’Affiche).

## Галерея

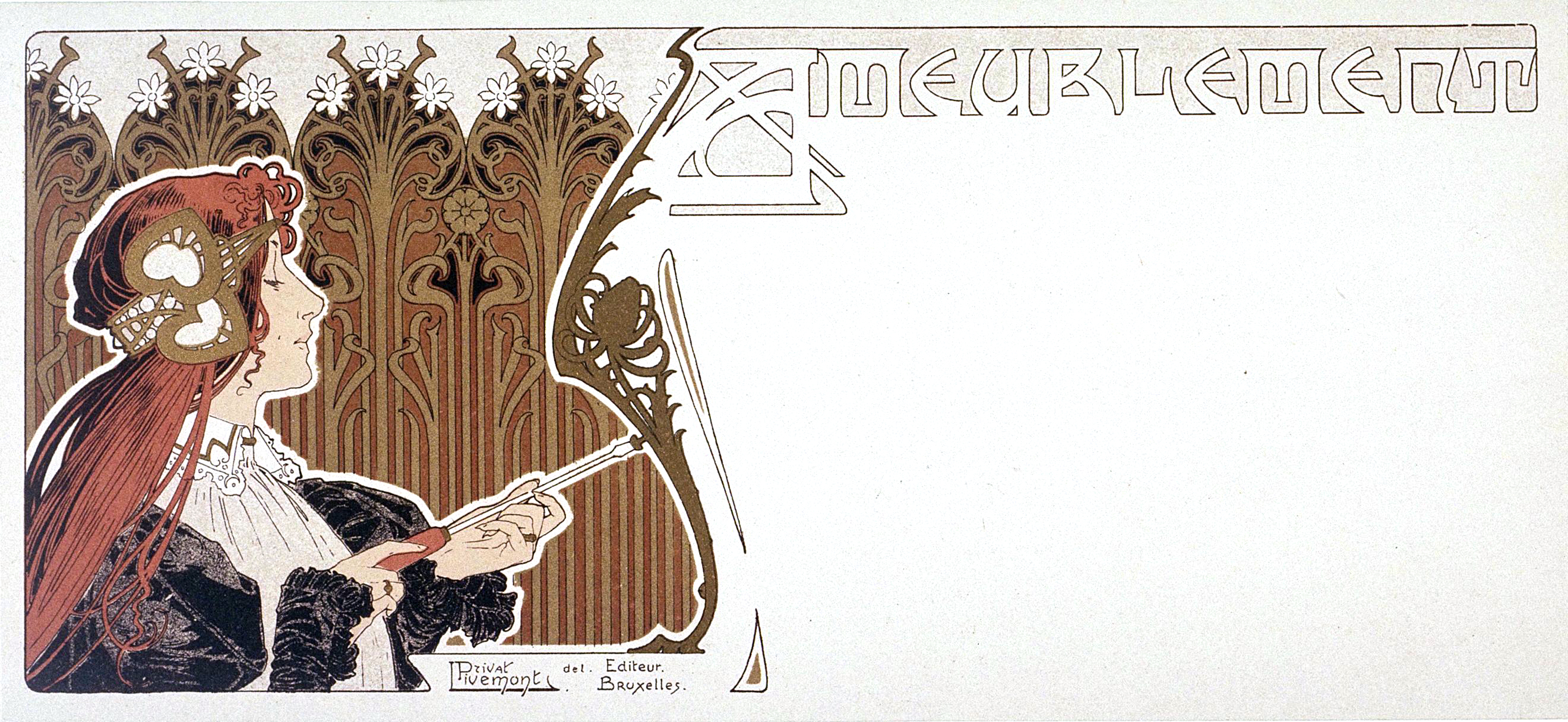
Ameublement (Меблировка), 1890
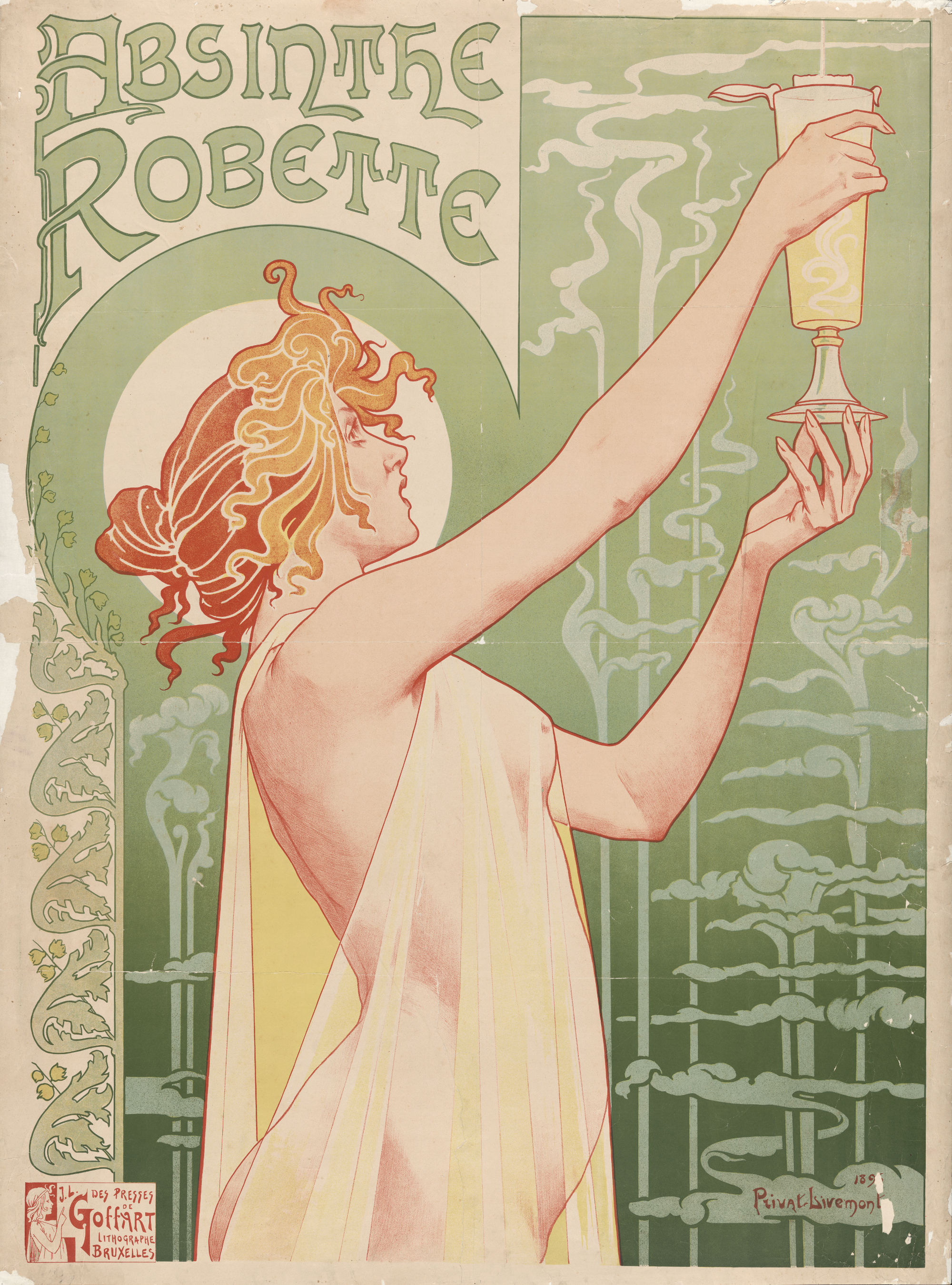
Абсент Робетт, 1896
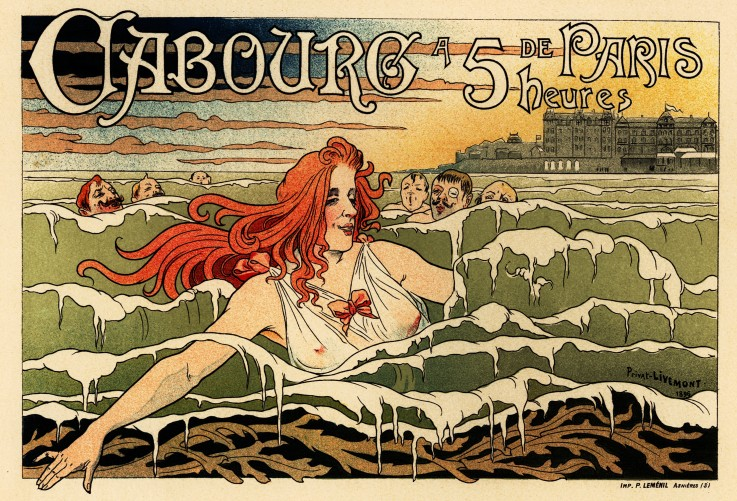
Казино де Кабур, 1897